# 岩本哲夫
岩本 哲夫（いわもと てつお、1955年 - ）は、日本の実業家である。株式会社アイル代表取締役社長。

## 概要
1955年生まれ。1979年に日本大学を卒業後、株式会社大塚商会入社。中小企業向け販売管理システムの営業を担当しトップセールスを達成する。1991年2月、大塚商会の同僚5人とともに独立し、オフィスコンピュータの販売及びコンピュータソフトウェアの開発を目的として株式会社アイルを設立。中小企業向けのシステムに的を絞った戦略で事業を軌道に乗せ、ワンルームマンションの一室から始めたアイルをヘラクレス上場（2007年）に導いた。2008年のリーマン・ショックの影響で事業は低迷、岩本自身も健康問題を抱え込むことになったが、2010年以降はV字回復を実現している。
その経営はコミュニケーションを重視しており、全社員が出席する「月次報告会議」では会社の財務内容を細かな数字まで公開、2007年の上場にあたりこの方針が内部者取引を招くとして主幹事となった証券会社が懸念を示したところ、それでは上場自体を取りやめると応じるなど、公開の思想は徹底している。また全社員の顔、名前、趣味などを全て把握、全員の日誌に目を通している。